# Монторзоли Стационе (Фиренца)
Монторзоли Стационе је насеље у Италији у округу Фиренца, региону Тоскана.
Према процени из 2011. у насељу је живело 360 становника. Насеље се налази на надморској висини од 290 м.